# Artabad
Artabad  war ein Getreidemaß in Ägypten und Persien.
Das ägyptische Maß wurde auch mit Ardeb bezeichnet und es entsprachen
- 1 Artabad = 2880 Pariser Kubikzoll = 57 Liter, also 119 Wiener Becher

Das persische Maß war etwas größer und es waren
- 1 Artabad = 3286 Pariser Kubikzoll =  65,1 Liter
- 1 Artabad = 8 Collothun = 25 Capichas = 50 Chenikas = 400 Sextarios = 65,238 Liter[1]